# Romain Arneodo
Romain Arneodo (ur. 4 sierpnia 1992 w Cannes) – monakijski tenisista do 2013 reprezentujący Francję, reprezentant Monako w Pucharze Davisa.

## Kariera tenisowa
Zawodowym tenisistą został w 2008 roku. W turnieju rangi ATP Tour zadebiutował w 2014 roku podczas zawodów w Monte Carlo, gdzie w parze z Benjaminem Balleretem odpadli w ćwierćfinale, ulegając parze Daniel Nestor–Nenad Zimonjić 4:6, 3:6. W tym samym turnieju startował również w eliminacjach singla: w pierwszej rundzie wygrał z Dušanem Lajoviciem po kreczu przy stanie 6:1, 6:7(6), 4:2. W decydującej fazie przegrał z Paulem-Henrim Mathieu 4:6, 2:6.
Zwyciężył w dwóch turniejach o randze ATP Tour z czterech rozegranych finałów w grze podwójnej.
W rankingu gry pojedynczej najwyżej był na 455. miejscu (25 sierpnia 2014), a w klasyfikacji gry podwójnej na 43. pozycji (14 kwietnia 2025).

### Finały w turniejach ATP Tour
| Legenda                                      |
| -------------------------------------------- |
| Wielki Szlem                                 |
| Igrzyska olimpijskie                         |
| Tennis Masters Cup / ATP Finals              |
| ATP Masters Series / ATP Tour Masters 1000   |
| ATP International Series Gold / ATP Tour 500 |
| ATP International Series / ATP Tour 250      |

#### Gra podwójna (2–2)
| Końcowy wynik | Nr | Data             | Turniej     | Nawierzchnia | Partner                  | Przeciwnicy                        | Wynik finału      |
| ------------- | -- | ---------------- | ----------- | ------------ | ------------------------ | ---------------------------------- | ----------------- |
| Zwycięzca     | 1. | 4 sierpnia 2019  | Los Cabos   | Twarda       | Hugo Nys                 | Dominic Inglot Austin Krajicek     | 7:5, 5:7, 16–14   |
| Finalista     | 1. | 28 lutego 2021   | Córdoba     | Ceglana      | Benoît Paire             | Rafael Matos Felipe Meligeni Alves | 4:6, 1:6          |
| Finalista     | 2. | 2 kwietnia 2023  | Monte Carlo | Ceglana      | Tristan-Samuel Weissborn | Ivan Dodig Austin Krajicek         | 0:6, 6:4, 12–14   |
| Zwycięzca     | 2. | 13 kwietnia 2025 | Monte Carlo | Ceglana      | Manuel Guinard           | Julian Cash Lloyd Glasspool        | 1:6, 7:6(8), 10–8 |

### Zwycięstwa w turniejach rangi ATP Challenger Tour w grze podwójnej
| Końcowy wynik | Nr  | Data                 | Turniej                    | Nawierzchnia  | Partner                  | Przeciwnicy                                      | Wynik finału       |
| ------------- | --- | -------------------- | -------------------------- | ------------- | ------------------------ | ------------------------------------------------ | ------------------ |
| Zwycięzca     | 1.  | 26 sierpnia 2017     | Manerbio                   | Ceglana       | Hugo Nys                 | Michaił Jełgin Roman Jebavý                      | 4:6, 7:6(3), 10–5  |
| Zwycięzca     | 2.  | 11 listopada 2017    | Montevideo                 | Ceglana       | Fernando Romboli         | Ariel Behar Fabiano de Paula                     | 2:6, 6:4, 10–8     |
| Zwycięzca     | 3.  | 21 stycznia 2018     | Koblencja                  | Twarda (hala) | Tristan-Samuel Weissborn | Sander Arends Antonio Šančić                     | 6:7(4), 7:5, 10–6  |
| Zwycięzca     | 4.  | 17 lutego 2018       | Cherbourg-Octeville        | Twarda (hala) | Tristan-Samuel Weissborn | Antonio Šančić Ken Skupski                       | 6:3, 1:6, 10–4     |
| Zwycięzca     | 5.  | 11 marca 2018        | Santiago                   | Ceglana       | Jonathan Eysseric        | Guido Andreozzi Guillermo Durán                  | 7:6(4), 1:6, 12–10 |
| Zwycięzca     | 6.  | 5 stycznia 2019      | Orlando                    | Twarda        | Andrej Wasileuski        | Goncalo Oliveira Andrea Vavassori                | 7:6(2), 2:6, 15–13 |
| Zwycięzca     | 7.  | 3 lutego 2019        | Cleveland                  | Twarda        | Andrej Wasileuski        | Robert Galloway Nathaniel Lammons                | 6:4, 7:6(4)        |
| Zwycięzca     | 8.  | 24 marca 2019        | Lille                      | Twarda        | Hugo Nys                 | Jonatan Erlich Fabrice Martin                    | 7:5, 5:7, 10–8     |
| Zwycięzca     | 9.  | 29 września 2019     | Orlean                     | Twarda (hala) | Hugo Nys                 | Hans Podlipnik-Castillo Tristan-Samuel Weissborn | 6:7(5), 6:3, 10–1  |
| Zwycięzca     | 10. | 20 listopada 2021    | Pau                        | Twarda (hala) | Tristan-Samuel Weissborn | Aisam-ul-Haq Qureshi David Vega Hernández        | 6:4, 6:2           |
| Zwycięzca     | 11. | 11 czerwca 2022      | Lyon                       | Ceglana       | Jonathan Eysseric        | Sander Arends David Pel                          | 7:5, 4:6, 10–4     |
| Zwycięzca     | 12. | 22 października 2022 | Wilno                      | Twarda (hala) | Tristan-Samuel Weissborn | Dan Added Théo Arribagé                          | 6:4, 5:7, 10–5     |
| Zwycięzca     | 13. | 29 stycznia 2023     | Ottignies-Louvain-la-Neuve | Twarda (hala) | Tristan-Samuel Weissborn | Roman Jebavý Adam Pavlásek                       | 6:4, 6:3           |
| Zwycięzca     | 14. | 13 maja 2023         | Mauthausen                 | Ceglana       | Tristan-Samuel Weissborn | Constantin Frantzen Hendrik Jebens               | 6:4, 6:2           |